# Tony Roberts (cầu thủ bóng đá)
Anthony Mark Roberts (sinh ngày 4 tháng 8 năm 1969) là một huấn luyện viên bóng đá người xứ Wales và cũng là một cựu cầu thủ bóng đá, ông hiện đang làm huấn luyện viên thủ môn cho Wolverhampton Wanderers và đội tuyển quốc gia xứ Wales.